# 布莱诺莱蓬塔穆松
布莱诺莱蓬塔穆松（法語：Blénod-lès-Pont-à-Mousson，法語發音：[bleno lɛ pɔ̃.t‿a musɔ̃]）是法国默尔特-摩泽尔省的一个市镇，位于该省中南部，属于南锡区。

## 地名
《世界地名翻译大辞典》与《世界地名译名词典》将该地名误译作“穆松桥畔布莱诺”，然而该地名中的“Pont-à-Mousson”并非一座桥的名称，而是一个市镇的名称，“Blénod-lès-Pont-à-Mousson”一名意为“蓬塔穆松附近的布莱诺”。

## 地理
布莱诺莱蓬塔穆松（48°53'0"N, 6°2'50"E）面积9.58 平方千米，位于法国大東部大區默尔特-摩泽尔省，该省份为法国东北部内陆省份，是洛林的一部分，北邻比利时、卢森堡，北起顺时针与摩泽尔省、下莱茵省、孚日省和默兹省接壤。
与布莱诺莱蓬塔穆松接壤的市镇（或旧市镇、城区）包括：阿通、迪约卢阿尔、热赞维尔、卢瓦西、迈迪耶尔、蒙托维尔、蓬塔穆松。
布莱诺莱蓬塔穆松的时区为UTC+01:00、UTC+02:00（夏令时）。

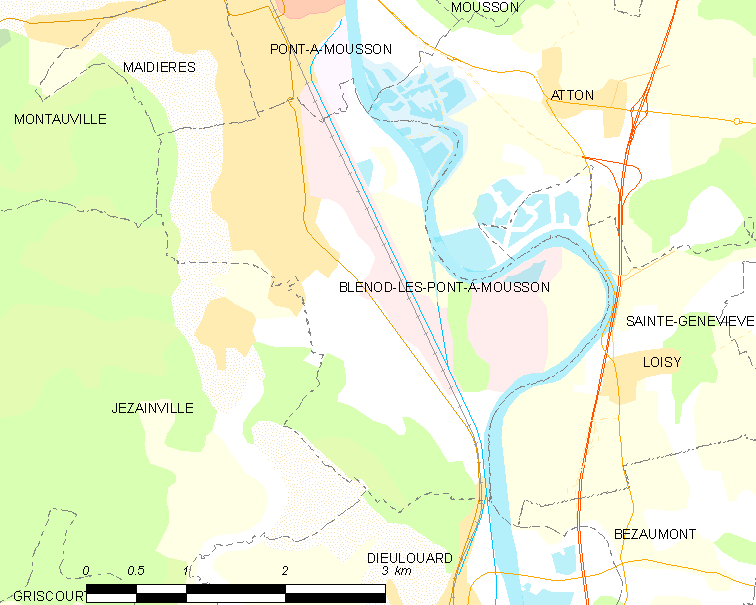
布莱诺莱蓬塔穆松的OSM定位图

## 行政
布莱诺莱蓬塔穆松的邮政编码为54700，INSEE市镇编码为54079。

## 政治
布莱诺莱蓬塔穆松所属的省级选区为蓬塔穆松县。

## 人口

1962-2008年间布莱诺莱蓬塔穆松人口变化图示

布莱诺莱蓬塔穆松于2022年1月1日时的人口数量为4649人。